# 圳股頭
圳股頭，是臺灣桃園市大園區的一個傳統地域名稱，位於該區北部。相較於今日行政區，其範圍大致為圳頭里不含最南端。

## 歷史
台灣清治末期至日治初期，圳股頭地區為一街庄，稱為「圳股頭庄」，隸屬於竹北二堡。該庄北臨台灣海峽，東隔埔心溪與沙崙庄、大牛稠庄為界，東南與埔心庄為鄰，西南邊及西邊隔新街溪與橫山庄、內海墘庄為界。
1901年（日治明治三十四年）11月，全台廢縣廳改設二十廳，該庄隸屬於桃仔園廳。1903年（明治三十六年），改名桃園廳。1909年（明治四十二年）10月，合併二十廳為十二廳，該庄隸屬不變。1920年（大正九年），廢十二廳改設五州二廳，該庄改制為「圳股頭」大字，隸屬於新竹州桃園郡大園庄，大字下有「圳股頭」、「後館」、「古亭」小字名。
戰後大園庄改制為大園鄉，隸屬於新竹縣，大字亦改制為村。1950年桃、竹、苗分治，大園鄉改隸屬於桃園縣。2014年12月，桃園縣升格為直轄桃園市，大園鄉改制為大園區，村亦改制為里。

## 聚落
本地區發展較早的聚落有後面厝、田藔、後館、古亭等，在日治期初期的官方地圖上已有記載。此外，本地區尚有圳股頭、圳頭、戴厝、頂館、李厝、頂古亭、太平頂、下古亭、海尾等聚落。

## 交通
省道台15線（國際路一段）是關渡至香山的傳統北台灣西部海岸平面幹道，大致先以東北—西南走向經過圳股頭地區南部。由該道路向東北可前往坑子口、大南灣、八里等地，向西南可前往大園市區北側、觀音、崁頭厝、紅毛港、樹林子（坑子口地區北部）、貓兒錠、舊港等地，其中樹林子至貓兒錠南端鳳山溪橋路段與省道台61線（西部濱海快速公路）共線。
省道台61線又稱「西部濱海快速公路」，是八里至安南的快速公路，大致以東北—西南走向轉東北東—西南西走向經過本地區北部近海岸地帶。由該道路向東北可前往林口、八里等地，向西南西可前往觀音、大潭後終止主線（高架道路）通車路段，續行兩側平面車道可前往紅毛港、坑子口、貓兒錠後，兩側車道止於鳳山溪橋南岸，並以省道台15線作為代用道路至香山浸水橋始續接快速公路主線以前往中南部。
市道113號是大園至龍潭十一份的道路，大致以東北—西南走向經過本地區最北端近邊界地帶。由該道路向東北可前往沙崙南部並止於埔頂附近的省道台15線路口，向西南穿越大園市區後轉東南再轉南，可前往中壢、龍潭並止於十一份的省道台3甲線路口。
區道桃26線（濱海路三段）是許厝港至沙崙的道路，大致以西南—東北走向蜿蜒經過本地區中部偏北地帶。由該道路向西南可前往內海墘地區西部並止於許厝港一號橋東側的區道桃30線路口，向東北可前往沙崙地區西北部並止於苗圃橋南側的區道桃25線路口。
區道桃28線是古亭至圳股頭的道路，也是本地區中南部的境內連絡道路，其北側端點位於古亭聚落的區道桃26線路口。由此向南南東經省道台15線可前往圳股頭聚落的市道113號路口。
區道桃24線是後館至海口的道路，其西側端點位於本地區中部偏南的區道桃28線路口。由此向東北可前往沙崙、海口並止於區道桃23線路口。

## 學校
- 大園國中（小部分）
- 圳頭國小

## 廟宇
- 桃園國際機場福德宮（合祀因興建桃園國際機場而拆遷的土地神）
- 貴文宮（王爺廟）
- 同善祠（陰廟）